# Yazidiskt nyår

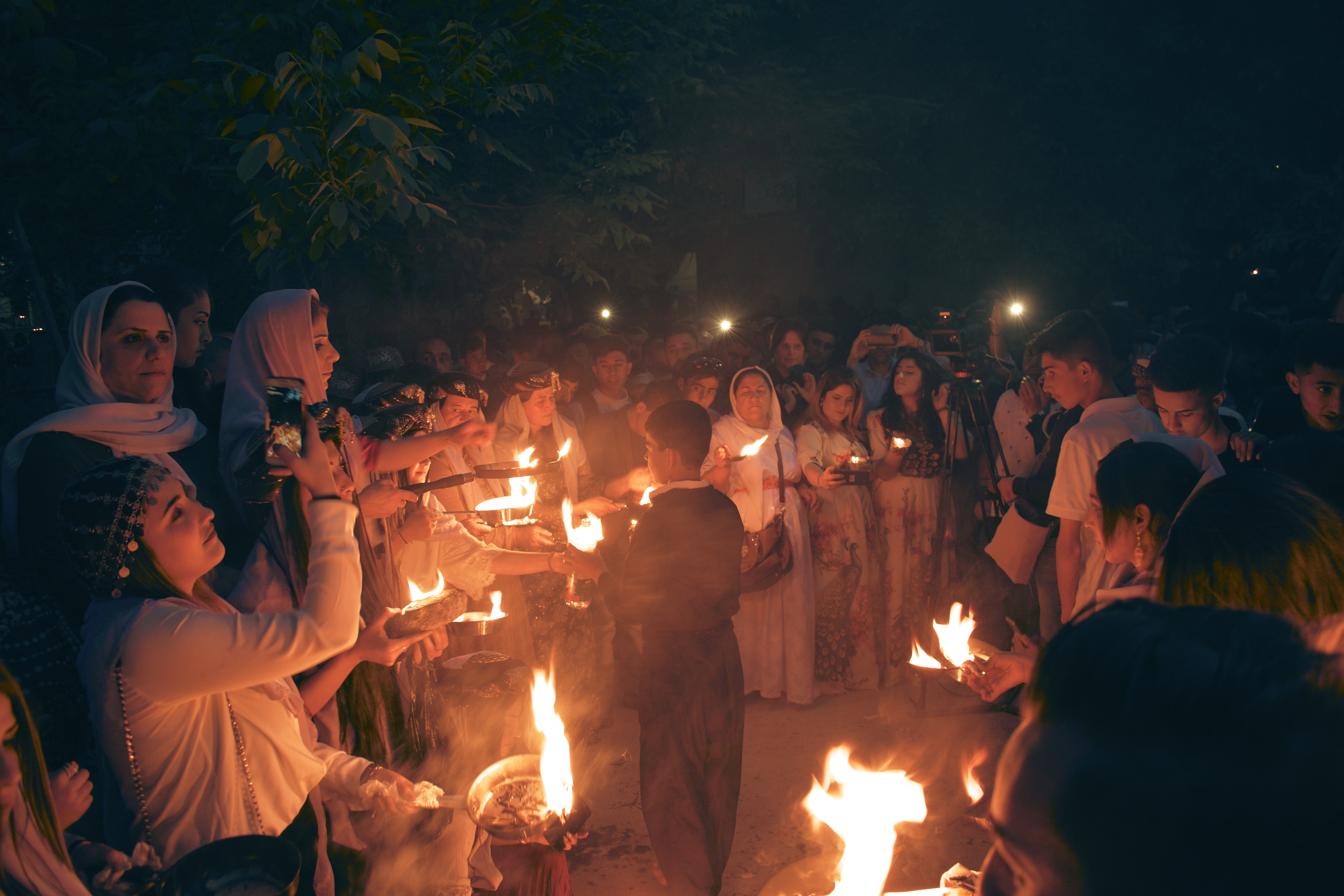
Yazidiskt nyårsfirande i Lalish 2018

Det yazidiska nyåret, Sersal, på kurmanji även kallat Çarşema Sor (“Röda onsdagen”) eller Çarşema Serê Nîsanê (“Onsdagen i början av april”), är en högtid som firas av yazidierna. Det yazidiska nyåret firas på våren, den första onsdagen i april (nîsan) enligt den julianska och seleukidiska kalendern. Det innebär att det yazidiska nyåret alltid infaller den första onsdagen som infaller den 14 april eller senare enligt den gregorianska kalendern.

## Beskrivning

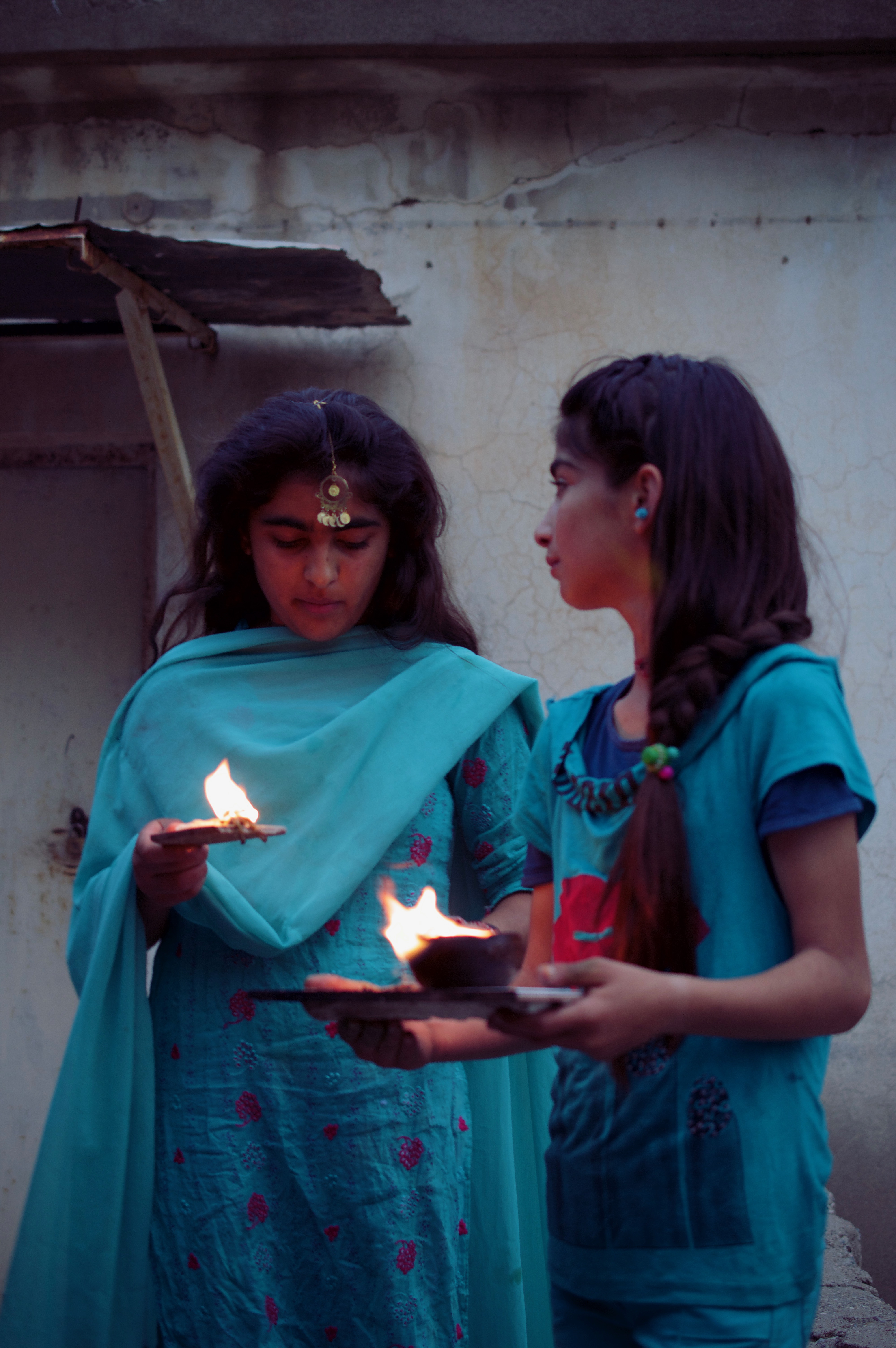
yazidiska kvinnor med tända ljus under nyårsfirandet i Lalish.

Firandet börjar på tisdagskvällen, alltså kvällen före onsdagen, eftersom yazidier tror att dygnets 24 timmar börjar vid solnedgången. Man kokar och färgar ägg, bakar det festliga brödet sawuk, och besöker gravar för att minnas de döda. Vid gravarna lämnas gåvor och frukt till de avlidna. Yazidier klär sig i festkläder och besöker närliggande tempel, särskilt Lalish, där den heliga källan Zemzem rinner i en mörk grotta. Vid ingången till grottan offrar man djur och tar emot välsignelser. Man bestiger bergsklipporna runt Lalish och knyter färgglada band i önsketräd. Röda blommor samlas in från naturen – vissa fäster dem i håret eller turbanen, och senare används de till att dekorera hemmen. Oljor eldas, och bål tänds under natten. Det är också vanligt att man byter gåvor med nära vänner och grannar.
Under högtiden så leker yazidierna leken hekkane. Spelet går ut på att knacka ägg mot varandra; och när ägget spricker symboliserar det den ursprungliga vita pärlans krossande, vilket ses som en bild för världens skapelse (Big Bang) och livets början. Man genomför även en grundlig rengöring av templen, och djur offras som en del av ritualerna. På kvällen samlas pilgrimer i den inre gården i Lalish, där Baba Sheikh och andra religiösa ledare är närvarande. De väntar till solnedgången, då en yazidisk präst kommer ut ur templet bärande på den heliga elden. Från denna eld tänder pilgrimerna sina särskilt förberedda vekar, som placerats på små stenar, i oljelampor och fat. Baba Sheikh vänder sig mot templets ingång och reciterar heliga hymner tillsammans med andra prästerna. När mörkret faller, förflyttar sig pilgrimerna till den yttre gårdsplanen framför templet, där qawwalerna – omgivna av tusen små lågor och månens sken, månens sken – framför religiösa hymner med flöjter och tamburer som ackompanjemang. Till sist omringar folkmassan prästerna och dignitärerna för att ropa ut de heliga namnen, särskilt namnet på Melek Taus, innan de beger sig hemåt.
Innan gryningen applicerar man en blandning av lera, krossade skal från de färgade äggen, röda blommor och curry som lagts i blöt, vid dörrar eller ingångar till hus och heliga platser. Samtidigt reciteras hymnen Qewlê Çarşemê.
Resten av dagen ägnas åt att besöka grannar, ge och ta emot gåvor, äta festmåltider och spela hekkane.
Man undviker att resa, eftersom denna dag anses vara årets mest otursamma dag. Denna föreställning har även kopplingar till den iranska högtiden Chaharshanbe Suri. I Lalish förbereds ett kar med vatten från Zemzem-källan, och de högsta religiösa ledarna – däribland Baba Sheikh, Baba Chawish och Peshimam – samlas på den inre gårdsplanen. Där förs Sheikhan Sancak in, avtäcks och monteras ner, för att sedan rituellt tvättas med det heliga vattnet av var och en av prästerna. På så vis görs Sancak redo att bäras i procession i området under Tawûsgeran-festivalen.

## Symbolik
Högtiden ses som en återspegling av världens skapelse, och de firanden, ritualer och handlingar som utförs under högtiden motsvarar olika steg i skapelseberättelsen. Till exempel symboliserar städningen tillståndet av obzestämdhet. Besöket vid gravarna representerar Enzel-stadiet, det vill säga det immateriella tillståndet. Ägget symboliserar den ursprungliga vita pärlan, och när ägget knäcks representerar det pärlans sprängning, alltså livets början och färgernas uppkomst. De tända eldarna symboliserar ljusets spridning. Besöket vid Zemzem-källan representerar det oändliga vattnets framflöde. Blandningen av lera, vatten, äggskal och blommor symboliserar elementens förening, vilket ledde till skapelsen av den materiella världen.
Slutligen symboliserar tvagningen av Sancak (den heliga standaren) Tawûsê Meleks nedstigande till jorden.